# Homer Scott
Homer Scott, nato Homer Almariam Scott (New York, 1º ottobre 1880 – Sacramento, 23 dicembre 1956), è stato un direttore della fotografia statunitense, membro fondatore dell'American Society of Cinematographers.

## Biografia
Si sa poco dei dati anagrafici di Scott che si ritiene essere nato nel 1880 a New York. Prima di arrivare a lavorare a Hollywood, fu un fotografo che seguì la rivoluzione messicana rischiando anche di essere fucilato come spia. Le sue foto fanno parte delle maggiori collezioni, tra cui la collezione Getty.
Fu uno dei membri fondatori dell'American Society of Cinematographers (ASC) di cui fu presidente nel 1925 e nel 1926.

## Filmografia
- The Key to Yesterday, regia di John Francis Dillon (1914)
- The Man Who Could Not Lose, regia di Carlyle Blackwell (1914)
- The Clue, regia di James Neill e Frank Reicher (1915)
- The Secret Orchard, regia di Frank Reicher (1915)
- Pasquale, regia di William Desmond Taylor (1916)
- Davy Crockett, regia di William Desmond Taylor (1916)
- The Parson of Panamint, regia di William Desmond Taylor (1916)
- The House of Lies, regia di William Desmond Taylor (1916)
- Her Father's Son, regia di William Desmond Taylor (1916)
- Redeeming Love, regia di William Desmond Taylor (1916)
- Happiness of Three Women, regia di William Desmond Taylor (1917)
- Out of the Wreck, regia di William Desmond Taylor (1917)
- As Men Love, regia di E. Mason Hopper (1917)
- The World Apart, regia di William Desmond Taylor (1917)
- Big Timber, regia di William Desmond Taylor (1917)
- The Varmint, regia di William Desmond Taylor (1917)
- North of Fifty-Three, regia di Robert Stanton (1917)
- Jack and Jill, regia di William Desmond Taylor (1917)
- Tom Sawyer, regia di William Desmond Taylor (1917)
- The Spirit of '17, regia di William Desmond Taylor (1918)
- Huck and Tom, regia di William Desmond Taylor (1918)
- Up the Road with Sallie, regia di William Desmond Taylor (1918)
- His Majesty, Bunker Bean, regia di William Desmond Taylor (1918)
- The Light of Western Stars, regia di Charles Swickard (1918)
- The Shepherd of the Hills, regia di Louis F. Gottschalk e Harold Bell Wright (1919)
- Deep Waters, regia di Maurice Tourneur (1920)
- Molly O', regia di F. Richard Jones (1921)
- The Crossroads of New York, regia di F. Richard Jones (1922)
- Home Made Movies, regia di Ray Grey, Gus Meins - cortometraggio (1922)
- Suzanna, regia di F. Richard Jones (1922) [1][2]
- Little Church Around the Corner, regia di William A. Seiter (1923)
- The Shriek of Araby, regia di F. Richard Jones (1923)
- Vengeance of the Deep, regia di Barry Barringer (1923)
- Main Street, regia di Harry Beaumont (1923)
- The Extra Girl, regia di F. Richard Jones (1923)